# Баннинг, Ян
Ян Баннинг (нидерл. Jan Banning, 19 октября 1874 – ?) – нидерландский конькобежец. Участник чемпионатов мира (1898) и Европы (1897). На первенстве Европы-1897 в Амстердаме (Нидерланды) он занял третье место в общем зачёте.
За свою спортивную карьеру Ян Баннинг установил один мировой рекорд на дистанции 1000 метров – 1.41,0.

## Рекорды мира
| дата           | дистанция   | рекорд | город |
| -------------- | ----------- | ------ | ----- |
| 13 января 1898 | 1000 метров | 1.41,0 | Давос |

## Достижения
| турнир                            | дата                | город     | 500 м    | 1500 м     | 5000 м      | 10000 м     | место |
| --------------------------------- | ------------------- | --------- | -------- | ---------- | ----------- | ----------- | ----- |
| 5-й чемпионат Европы – многоборье | 12 – 13 января 1897 | Амстердам | 55,2 (4) | 2.53,4 (3) | 10.34,0 (3) | 21.34,0 (3) | (3)   |
| 6-й чемпионат мира – многоборье   | 6 – 7 февраля 1898  | Давос     | 47,8 (4) | 2.34,2 (5) | 9.37,0 (8)  | 19.45,2 (6) | (5)   |

## Ссылка
- Сайт SkateResults.com, анг.
- Сайт Deutsche Eisschnelllauf-Gemeinschaft, нем.